# Хар-Хуні
Хар-Хуні (перс. خرخوني) — село в Ірані, у дегестані Хараджґіль, у бахші Асалем, шагрестані Талеш остану Ґілян. У переписі 2006 року вказане як окремий населений пункт, але без відомостей про чисельність населення.

## Клімат
Середня річна температура становить 9,58°C, середня максимальна – 24,51°C, а середня мінімальна – -6,89°C. Середня річна кількість опадів – 396 мм.
| Клімат поселення                              | Клімат поселення | Клімат поселення | Клімат поселення | Клімат поселення | Клімат поселення | Клімат поселення | Клімат поселення | Клімат поселення | Клімат поселення | Клімат поселення | Клімат поселення | Клімат поселення | Клімат поселення |
| Показник                                      | Січ.             | Лют.             | Бер.             | Квіт.            | Трав.            | Черв.            | Лип.             | Серп.            | Вер.             | Жовт.            | Лист.            | Груд.            |                  |
| Середній максимум, °C                         | 4,85             | 4,93             | 7,41             | 13,52            | 19,08            | 23,08            | 24,51            | 24,26            | 20,40            | 16,93            | 10,17            | 5,75             |                  |
| Середня температура, °C                       | −1,01            | −0,95            | 1,54             | 7,66             | 13,22            | 17,22            | 20,39            | 20,15            | 16,28            | 12,82            | 6,04             | 1,62             |                  |
| Середній мінімум, °C                          | −6,89            | −6,8             | −4,32            | 1,79             | 7,35             | 11,36            | 16,27            | 16,03            | 12,14            | 8,70             | 1,92             | −2,5             |                  |
| Норма опадів, мм                              | 31               | 32               | 49               | 53               | 45               | 20               | 12               | 14               | 27               | 42               | 34               | 37               |                  |
| Середньомісячна швидкість вітру, м/с          | 2.10             | 2.59             | 2.56             | 2.71             | 2.22             | 2.08             | 2.33             | 2.24             | 1.90             | 1.98             | 2.11             | 2.15             |                  |
| Середньомісячна сонячна радіація, кДж/м²·день | 7395             | 9905             | 12143            | 16174            | 20026            | 22868            | 23575            | 20193            | 17042            | 12054            | 8931             | 7013             |                  |
| --------------------------------------------- | ---------------- | ---------------- | ---------------- | ---------------- | ---------------- | ---------------- | ---------------- | ---------------- | ---------------- | ---------------- | ---------------- | ---------------- | ---------------- |
| Джерело:                                      |                  |                  |                  |                  |                  |                  |                  |                  |                  |                  |                  |                  |                  |